# John L. Synge Award
Der John L. Synge Award ist ein Preis der Royal Society of Canada für Mathematik. Er wird in unregelmäßigen Abständen verliehen und ist nach John Lighton Synge benannt. Die Leistungen des Preisträgers können aus allen Bereichen der Mathematik stammen.

## Preisträger
- 1987 James Greig Arthur
- 1993 Israel Michael Sigal
- 1996 Joel Feldman
- 1999 George A. Elliott
- 2006 Stephen Cook
- 2008 Henri Darmon
- 2014 Bálint Virág
- 2018 Bojan Mohar
- 2020 Christian Genest
- 2021 Paul McNicholas
- 2022 Kevin Costello
- 2023 Anita Layton
- 2024 Jacob Tsimerman[1]